# Хелена Асен Кантакузин
Хелена Асен Кантакузин (умрла после 1394. године) била је намесница лордства Салоне у франачкој Грчкој од 1382. године, до њеног освајања од стране Османског царства 1394. године, у име своје ћерке Марије Фадрике.

## Живот
Хелена је била једна од млађих ћерки Матије Кантакузина и Ирине Палеолог. Знало се да је живела са својом мајком и сестром Маријом у Грацијанопољу (савремени Гратини), када су пресељене на Тенедос по наређењу цара Јован V Палеолога. Године 1361. отишла је са својим оцем Матијом да живи у Мореји, где се потом удала за Луја Фадрикеа, грофа од Салоне, господара Зетунија и господара Егине. Када је он умро 1382. године, она је наставила да влада као удовица грофица од Салоне.
Када је Хелени претио савез њеног рођака деспота Теодора I Палеолога, деспота Мореје, и Нерија I Ачиолија, војводе Атине, потражила је помоћ Стефана Фарсалског, млађег сина Симеона Уроша Немањића, цара епирског. У априлу 1388. године, краљ Ђоан I од Арагона јој је понудио кастеланска права над Атином под условом да брани град.
Имала је само једно дете, Марију Фадрике Кантакузин, са својим мужем Лујем Фадрикеом, који је рођен око 1370. године, Марија, коју Лаоник Халкокондил описује као веома лепу, била је веома тражена за брак. Њена прва веридба, око 1382. године, била је за Бернадуха, сина Филипа Далмауа, виконта од Рокабертија, и поред неидентификованог сина Симеона Уроша, за кога Доналд Никол сугерише да је био Стефан од Фарсале. Овај договор је био близу да буде завршен браком, јер је краљ Пере IV од Арагона писао Хелени 17. августа 1386. године, и замерио јој што је своју ћерку удала за странца. У сваком случају, преговори за њену удају за Бернадуха од Рокабертија настављени су 1387. године. Војвода Нерио I Ачајоли је наводно тражио њену руку за свог зета Пјетра Сарацена, али изгледа да је 1390. године било договорено да се Марија уда за Матеја од Монкада, син Вилијама Рејмонда од Монткаде, грофа Августе.
Халкокондил прича како је Салону заузео османски султан Бајазит I, а да је након тога њена ћерка Марија ушла у султанов харем, где је умрла 1394. године. Према писму војводе Нерија I Ачајолија његовом брату Донату од 20. фебруара 1394. године, заузимање Салоне се може датирати или на крај 1393. године, или на почетак 1394. године. Хелена је такође послата у Једрене као затвореница, а њен даљи живот је непознат.